# Скопин-Шуйский, Василий Фёдорович
Князь Васи́лий Фёдорович Скопи́н-Шу́йский (не позднее 1557—1595/1597) — русский военный деятель, голова, воевода, наместник и боярин во времена правления Ивана IV Васильевича Грозного и Фёдора Ивановича.
Из княжеского рода Скопины-Шуйские. Единственный сын князя Федора Ивановича Скопина-Шуйского и княгини Марфы.

## Биография

### Служба Ивану Грозному
В 1566 году участвует в Земском соборе. В этом же году даёт поручительскую запись по князю Михаилу Ивановичу Воротынскому, что тот не отъединит в Великое княжество литовское и не будет желать «лиха» Государю. На его долю падала уплата 200 рублей в случае несостоятельности его поручителей.
В 1573 году упомянут стольником. В апреле этого же года на свадьбе дочери двоюродного брата царя Ивана Грозного, князя Владимира Андреевича — короля Ливонии Магнуса и княжны Марии Владимировны был вторым в свадебном поезде.
В январе 1575 года участвует в свадебной церемонии царя Ивана Грозного с Анной Григорьевной Васильчиковой.
В 1576 году первый голова у ночных сторожей государева стана, где и спал, во время государева похода в Калугу.
В 1574—1582 годах первый наместник в Пскове.
В апреле 1577 года пожалован в бояре. В этом же году собирал для похода в Новгороде служилых людей из Романова и Бежецкой пятины. В 1577-1578 годах первый воевода Сторожевого полка в походах на Лифляндию.
В декабре 1579 года второй дворовый воевода в государевом походе во время Ливонской войны, где велено было ему собирать в Новгороде детей боярских из Коломны, Каширы и Тулы. Летом этого же года ведёт местнический спор с князем Василием Ивановичем Мстиславским. С этого же времени воевода в Пскове.
В 1580 году сперва четвёртым, а потом второй воевода войск посланных на Речь Посполитую, в августе первый воевода Сторожевого полка против польско-литовских войск подошедших к Полоцку.
В 1581-1583 годах первый осадный воевода в Пскове в Большом городе, откуда ходил в Порхов против поляков и был первым воеводой Большого полка на берегу Оки против крымских татар. С августа 1581 года принял участие в обороне Пскова, со своим дальним родственником князем Иваном Петровичем Шуйским, против войск Стефана Батория. В августе 1582 года первый осадный воевода и наместник в Нижнем Новгороде.

### Служба Фёдору Ивановичу
Весной 1584 года велено ему возвращаться в Москву, в мае был за столом у нового Государя Фёдора Ивановича. В том же году назначен новгородским наместником, но продолжает жить в Москве.
В 1585 году во время пребывания в Москве ведёт дипломатические переговоры, пишет к нему шведский фельдмаршал и наместник Ливонии Понтус Делагарди о заключении мира или продолжения перемирия, о размене и выкупе пленных.
В 1586 году в новгородском государевом походе против шведов. В этом же году первый воевода Большого царского полка.
С 1585 по 1587 года находится «на жаловании» наместником в Каргополе. В 1587 году, когда усилилась вражда между князьями Шуйскими и Борисом Годуновым, Шуйских обвинили в измене Государю, взяли их под стражу и разослали по отдалённым местам, у князя Василия Фёдоровича отняли Каргопольское наместничество, но оставили жить в Москве, как невиновного в деле. В приговоре было сказано: «а брат их большой, князь Василий Фёдорович Скопин-Шуйский, слово до него дошло и он перед государем живёт по старому. Ныне съехал с государева жалования с Каргопроля».
В 1588 году третий боярин в ближней Царской думе, живёт в столице, по продолжает служить «по Пскову».
В 1589-1591 годах первый воевода в Пскове. В 1590 году, в связи с постоянными набегами «свейских немцев», на Кандалакшскую и Кемскую волости, будучи воеводой государева полка, участвует в походе под Ям, Ругодив и Ивангород во время русско-шведской войны 1590—95 годов.
В 1591 вновь упомянут новгородским наместником. В сентябре этого же года ведёт местническое дело с бояриным и князем Тимофеем Романовичем Трубецким.
С 1593 года управлял Владимирским судным приказом.
Умер в 1595 году, по другим данным — в 1597 году, перед смертью принял иночество с именем Иона. Похоронен в Соборе Рождества Пресвятой Богородицы Суздальского кремля вместе с отцом.
Английский посол в России Джильс Флетчер назвал князя Василия Фёдоровича среди тех бояр, которые: «более знатны родом, нежели значительны по уму».

## Семья
Женат на княжне Елене Петровне (1570—1631), дочери князя Петра Ивановича Татева. Приняла постриг с именем Анисья, погребена в Троице-Сергиевой Лавре, о чём свидетельствовала надгробная надпись: «Князя Василий Фёдоровича Шуйского-Скопина княгиня инока Анисья Петровна представилась 139 (1631) июля в 19 день».
Дети:
- Князь Скопин-Шуйский Михаил Васильевич (1586—1610) — выдающийся полководец времён польско-литовской интервенции.